# Луців Микола Васильович
Микола Васильович Луців (7 листопада 1933, Тернавка — 2010) — діяч антирадянського підпілля на Західній Україні, репресований, політв'язень. Почесний громадянин Мукачевого (2002).

## Біографія
Народився в селі Тернавка Славського району Дрогобицької області (нині Сколівського району Львівської області) в селянській багатодітній родині. Батько Миколи Василь Луців у 1944 році був призваний в Червону армію, загинув на фронті у Польщі.
Микола в 1946 році закінчив 6 класів Тернавської початкової школи, вступив у підпільну скаутську організацію «Юнак» (чеськ. Junák - svaz skautů a skautek ČR) разом із братом Петром, якого в 1947 році при облаві енкаведистами було вбито. Заарештували й маму за зв'язки з підпіллям і засудили на 25 літ таборів ГУЛАГу.
У 1950 році Микола Луців за завданням підпілля ОУН був направлений у школу ФЗО в місто Дніпропетровськ, де розповсюджував націоналістичну літературу.
В 1952 році був заарештований органами НКВД і через 40 днів слідства засуджений на 25 літ виправно-трудових таборів і 5 літ позбавлення права повернення в рідне село. Відбував покарання працею у Воркутинських вугільних шахтах.
Коли в 1956 році, після смерті Сталіна, комісія Президії Верховної ради СРСР переглянула судимість Миколи Луціва, органами КДБ йому було заборонено проживання в рідному селі, і він змушений був повернутись у Воркуту, де шахтою був направлений на курси майстрів-вибухівників, після закінчення яких працював майстром-вибухівником шахти під землею. Під час аварії у 1961 році був покалічений, став інвалідом II групи. Вступив до Воркутинського гірничого технікуму на будівельне відділення, яке закінчив із відзнакою в 1968 році.
Прочитавши в газеті, що на Закарпатті потрібні спеціалісти-будівельники, приїхав у Хуст, став виконробом у Берегівському районі. Будував перлітовий завод у Мужієві, цегляний завод і мікрорайон у Берегові, а потім санаторій «Синяк», туристичний комплекс «Латориця» в Мукачеві. Працював у відділі капітального будівництва «Мукачівприлад», звідки в 1988 році пішов на пенсію.
Микола Луців жив в Мукачеві з 1980 року. В 1991 році був реабілітований. Тоді ж йому було доручено очолити Мукачівську міськрайонну організацію Товариство політичних в'язнів і репресованих, в якій потім нарахувалося 158 жертв тоталітарного радянського режиму. Його заступником (і згодом — наступником) у осередку був Ярослав Хлипняч.
Микола Луців був активним учасником громадсько-політичного життя міста. Йому було присвоєно звання почесного громадянина Мукачева.
Помер 2010 року.
У квітня 2022 року на його честь було перейменовано вулицю 28 Панфілівців у місті Мукачево.

## Джерело
- Пагиря В. В., Федів Є. Т. Творці історії Мукачева. — Ужгород : ТДВ «Патент», 2011. — 120 с., іл. ISBN 978-617-589-012-7